# 팬터마임

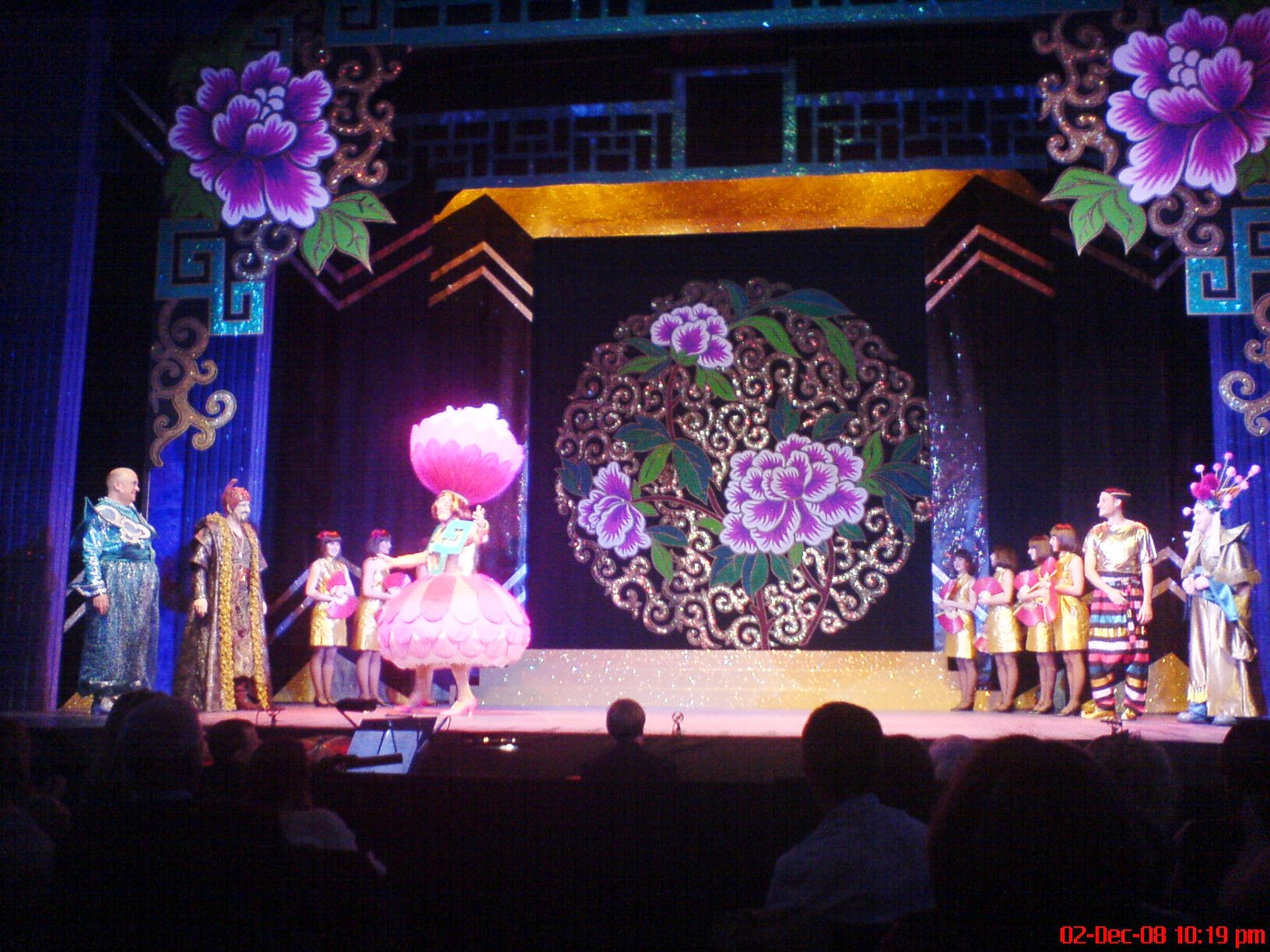
알라딘 팬터마임

팬터마임(pantomime; 문화어: 몸짓극)은 유행가와 춤, 농담 등이 포함된 대중적인 공연으로, 가족끼리 크리스마스 시즌을 중심으로 하는 놀이이다. 《신데렐라》나 《알라딘》 등 유명한 동화를 바탕으로 한 것이 많고, 전통적으로 남장한 소녀와 여장한 남성이 주연을 맡는다. 출연자와 관객이 함께 노래하거나 교섭을 하기도 한다. 한자 문화권에서는 팬터마임이라고 하면 무언극을 의미하는 경우가 많다.